# Gross-Rosen

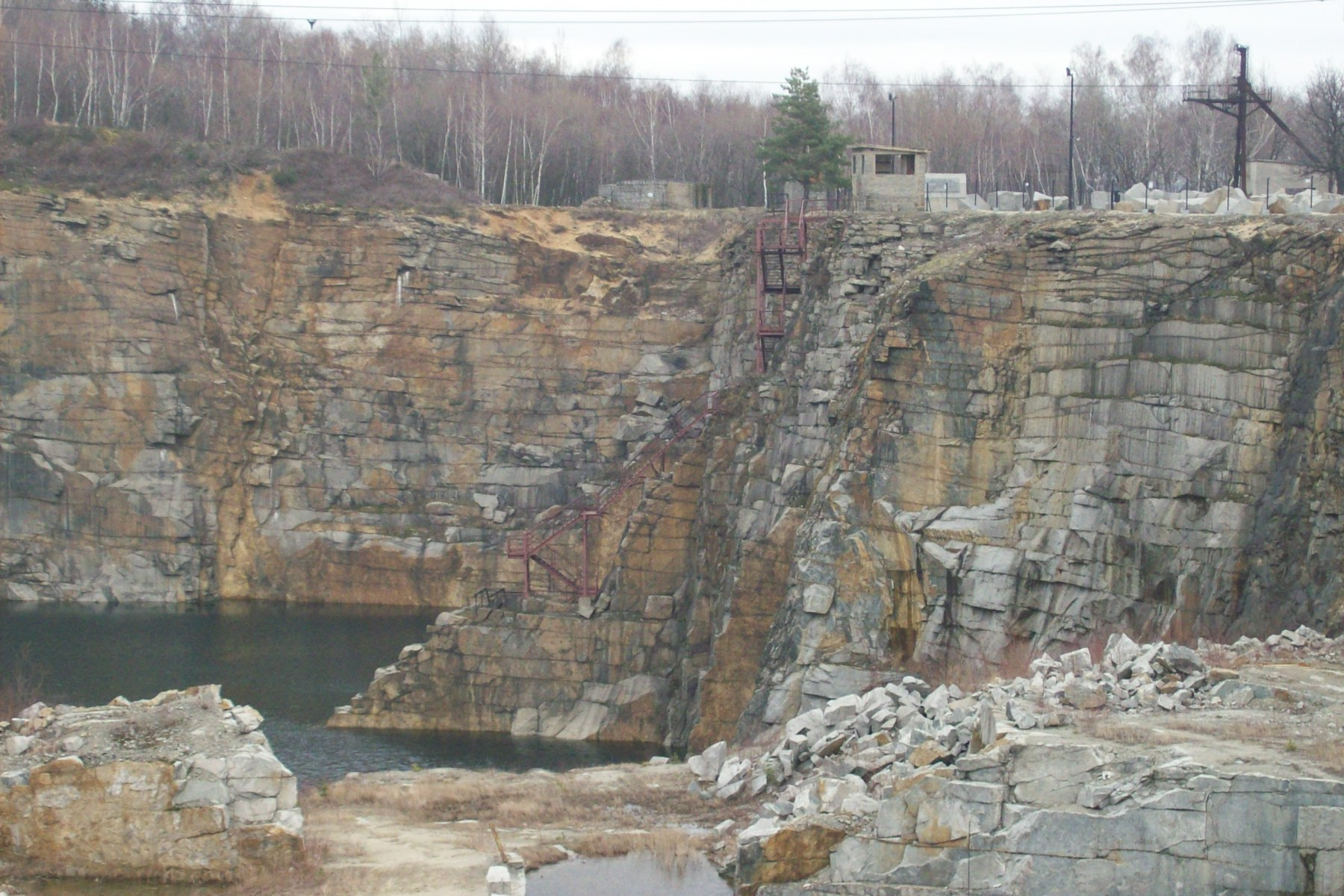
Stenbrottet i Gross-Rosen 2008.

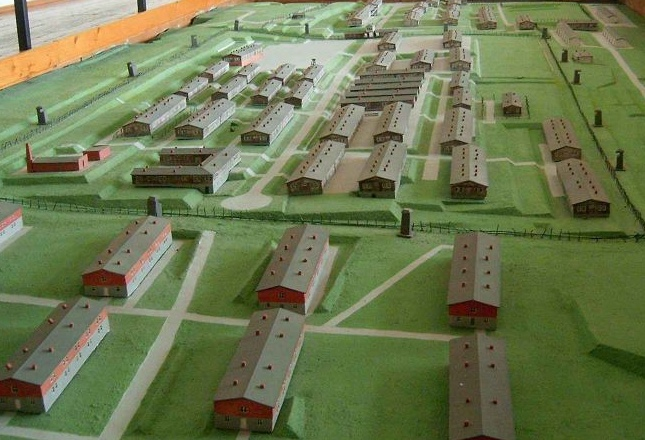
Modell över lägret.

Gross-Rosen var ett av Nazitysklands koncentrationsläger, beläget i dåvarande Nedre Schlesien i Tyskland (i dag Rogoźnica i Polen). Lägret inrättades 1940 och evakuerades i början av februari 1945. Sovjetiska trupper anlände till lägret den 13 februari 1945. Drygt 40 000 människor mördades i lägret.

## Historia
Gross-Rosen etablerades 1940 som ett satellitläger till koncentrationslägret Sachsenhausen. Fångarna arbetade i ett granitstenbrott. I maj 1941 blev Gross-Rosen ett huvudläger i det nazistiska nätverket av koncentrationsläger som leddes av SS.
De största fånggrupperna i lägret var judar, från flera europeiska länder, samt polacker och sovjetmedborgare.
Omkring 120 000 personer passerade genom Gross-Rosens lägersystem mellan 1940 och 1945, av dess dog 40 000.
Från hösten 1943 till februari 1945 fungerade lägret även som ett Arbets- och disciplineringsläger (Arbeitserziehungslager AEL) i Gestapos regi.
Under vintern 1944/45  anlände tusentals fångar från Auschwitz som började evakueras på grund av de annalkande sovjetiska styrkorna. I början av februari evakuerades även Gross-Rosen och dess satellitläger - cirka 40 000 fångar deporterades, till fots (så kallade dödsmarscher) eller med godståg, till bland annat Bergen-Belsen, Buchenwald och Dora-Mittelbau som låg västerut, i Tyska riket.
Sovjetiska trupper kom till Gross-Rosen den 13 februari 1945.

## Lägerkommendanter
Gross-Rosen som ett av Sachsenhausens satellitläger
- Anton Thumann
- Georg Gussregen

Gross-Rosen som självständigt läger
- Arthur Rödl: maj 1941 – september 1942
- Wilhelm Gideon: september 1942 – oktober 1943
- Johannes Hassebroek: oktober 1943 – februari 1945

### Webbkällor
- Museum Gross-Rosen in Rogoźnica
- Gross-Rosen, USHMM